# 만자 · 카자와구치역
만자 · 카자와구치 역(일본어: 万座・鹿沢口駅)은 일본 군마현 아가쓰마군 쓰마고이촌에 위치한 동일본 여객철도 아가쓰마 선의 철도역이다. 단선 승강장 1면 1선의 구조를 갖춘 지상역이다.

## 이용 현황
| 승차 인원 추이 | 승차 인원 추이 |
| 연도           | 1일 평균       |
| -------------- | -------------- |
| 2000           | 347            |
| 2001           | 344            |
| 2002           | 350            |
| 2003           | 360            |
| 2004           | 350            |
| 2005           | 349            |
| 2006           | 334            |
| 2007           | 344            |
| 2008           | 327            |
| 2009           | 291            |
| 2010           | 296            |
| 2011           | 261            |
| 2012           | 288            |
| 2013           | 264            |
| 2014           | 232            |
| 2015           | 205            |

## 역 주변
- 국도 제144호선
- 가자와 온천
- 만자 온천

## 역사
- 1971년 3월 7일 : 아가쓰마 선 나가노하라 역 - 오마에 역 간 개업 때에 설치.
- 1974년 5월 : 역 렌터카 영업 개시.
- 1987년 4월 1일 : 일본국유철도 분할 민영화에 의해, 동일본 여객철도가 승계.
- 2006년 3월 3일 : 미도리노마도구치의 영업을 종료. '여보세요 발권기 Kaeru군'을 설치.
- 2012년 2월 8일 : '여보세요 발권기 Kaeru군' 영업 종료.
- 2014년 10월 1일 : 도쿄 근교 구간에 편입되어, Suica 이용 가능역으로 전환.
- 2016년 3월 26일 : 특급 '구사쓰'호의 환승이 폐지됨.
- 2017년 4월 1일 : 이 날을 기해 종일무인역으로 전환.

## 인접 역
| 동일본 여객철도 아가쓰마 선         | 동일본 여객철도 아가쓰마 선 | 동일본 여객철도 아가쓰마 선 |
| ----------------------------------- | --------------------------- | --------------------------- |
| 후쿠로구라 다카사키 · 시부카와 방면 | ■ 아가쓰마 선               | 오마에 오마에 방면          |